# Carleton Watkins

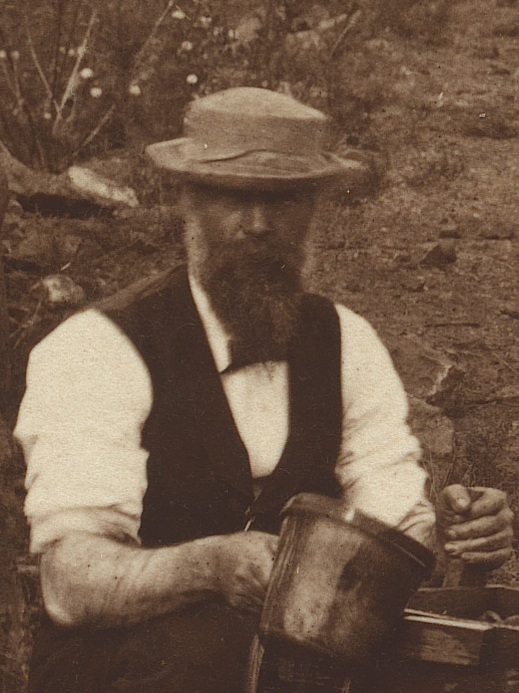
Carleton E. Watkins

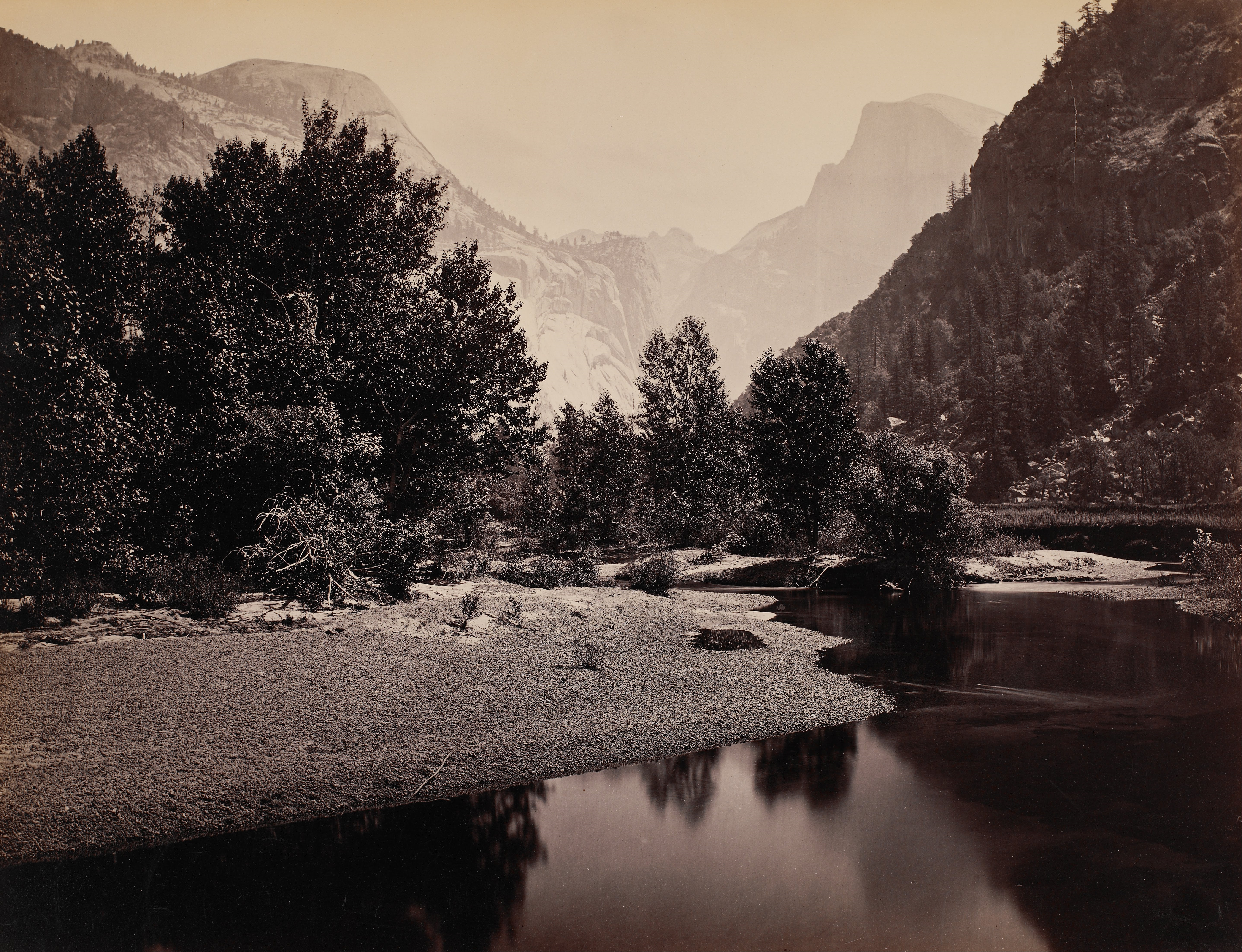
„Distant View of the Domes“, Yosemite Valley

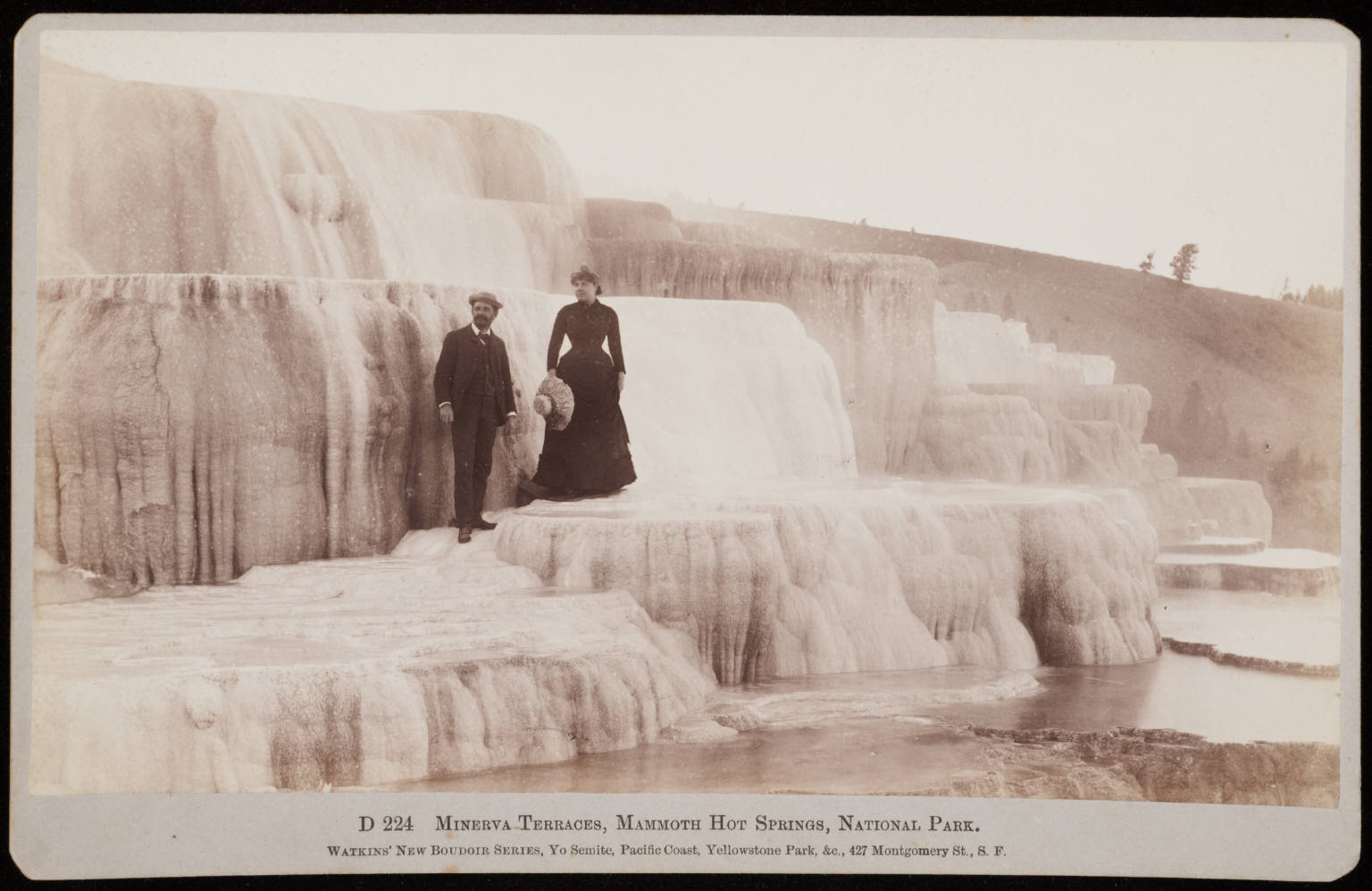
Minerva Terraces Mammoth Hot Springs

Carleton Watkins, eigentlich Carleton Eugene Watkins (* 11. November 1829 in Oneonta, New York; † 23. Juni 1916 in Napa, Kalifornien) war ein US-amerikanischer Fotograf.

## Leben
Angelockt durch den Goldrausch in Kalifornien kam Watkins 1851 nach San Francisco. Er reiste zusammen mit dem Unternehmer Collis P. Huntington, der später Mehrheitseigner der Central Pacific Railroad wurde. Als Amateur war Watkins seit seiner Jugend von der Fotografie begeistert, berufliches Interesse bekam er erst durch seine Arbeit in dem Daguerreotypie-Studio von Robert H. Vance in San Francisco. Ab 1861 war er auch selbst als Fotograf tätig.
Nach ersten Versuchen wurde die Landschaftsfotografie Watkins große Leidenschaft und blieb es bis an sein Lebensende. Er experimentierte u. a. mit der Stereoskopie und es ist überliefert, dass seine Bilder vom Yosemite-Tal den Kongress überzeugten, den Yosemite-Nationalpark zu gründen. Zusammen mit dem Maler William Keith (1838–1911) bereiste Watkins den wilden Westen und konnte – nach eigenem Bekunden – noch ein letztes Mal Amerikas Vergangenheit fotografieren.
Im Jahr 1876 musste Watkins Konkurs anmelden. Einen großen Teil der Fotonegative aus Watkins’ Konkursmasse übernahm der Fotograf und Fotoverleger Isaiah West Taber, so dass ab 1876 viele der von Watkins aufgenommenen Fotos unter Tabers Namen vermarktet wurden.
1879 heiratete Watkins in San Francisco seine Angestellte Frances Sneade (* 1857) und hatte mit ihr zwei Kinder.
Neben der Landschaftsfotografie war auch die Eisenbahn ein großes Thema für Watkins. Auf diesem Gebiet arbeitete er u. a. mit Alfred A. Hart (1816–1908) öfters zusammen. In seinen späteren Lebensjahren wurde sein Augenlicht immer schlechter, seine letzte große Bilderserie zeigte das Erdbeben von San Francisco im Jahre 1906.
1910 wurde er ins Napa State Hospital eingewiesen und starb dort sechs Jahre später im Alter von 86 Jahren.